# Kazjaryna Perepetschajewa
Kazjaryna Sjarhejeuna Perepetschajewa (belarussisch Кацярына Сяргееўна Перепечаева, russisch Екатерина Сергеевна Перепечаева Jekaterina Sergejewna Perepetschajewa, englische Transkription: Kateryna Perepechaeva; * 8. Juli 1991 in Baryssau) ist eine belarussische Billardspielerin, die in der Billardvariante Russisches Billard antritt.
Sie wurde 2018 Weltmeisterin in der Disziplin Dynamische Pyramide und 2013 Vizeweltmeisterin in der Freien Pyramide. Darüber hinaus wurde sie 2015 Europameisterin und gewann 2019 den Kremlin Cup.

## Karriere

### Russisches Billard
Ab Anfang 2009 nahm Perepetschajewa am Freie-Pyramide-Europacup teil, schied dort aber jeweils in der Vorrunde aus. Im Oktober 2009 erreichte sie bei der Europameisterschaft das Viertelfinale, in dem sie gegen die spätere Europameisterin Wijaleta Klimawa verlor. Am Jahresende folgte ihre erste Teilnahme an der Weltmeisterschaft, bei der sie sieglos in der Vorrunde ausschied.
Im Mai 2010 gewann Perepetschajewa ihre erste Europacupmedaille, als sie beim Turnier in Moskau ins Finale einzog, in dem sie jedoch der Russin Diana Mironowa mit 2:5 unterlag. Nachdem sie bei ihrem ersten Kremlin Cup in der Vorrunde ausgeschieden war, erreichte sie bei der WM 2010 das Achtelfinale und beim Finalturnier des Europacup 2010 das Viertelfinale. Bei der WM 2011 hingegen blieb sie erneut sieglos.
Anfang 2012 erreichte Perepetschajewa beim Weltcupturnier in Rostow am Don das Sechzehntelfinale. Im Mai zog sie bei der Belarussischen Meisterschaft in der Freien Pyramide ins Finale ein und verlor nur knapp gegen Wolha Dabryjan (3:4). Nachdem sie bei der Freie-Pyramide-WM 2012 in der Vorrunde ausgeschieden war, erreichte sie am Jahresende bei den Prince Open das Viertelfinale.
2013 wurde die belarussische Meisterschaft in der Freien Pyramide in zwei Turnieren ausgespielt. Beide Male gelang Perepetschajewa der Einzug ins Finale. Nachdem sie gegen Aljaksandra Hisels mit 1:4 verloren hatte, setzte sie sich beim zweiten Turnier gegen Julija Raschetnikawa mit 3:2 durch. Im September 2013 zog sie bei der Freie-Pyramide-WM ins Finale ein. Nachdem sie unter anderem Natalija Kornewa und Wijaleta Klimawa besiegt hatte, musste sie sich im Endspiel jedoch der Russin Olga Milowanowa mit 5:6 knapp geschlagen geben. Im weiteren Verlauf des Jahres schied sie bei den Minsk Open in der Vorrunde aus und beim Kremlin Cup in der Runde der letzten 32.
Zu Beginn des Jahres 2014 musste Perepetschajewa mehrmals frühe Niederlagen hinnehmen. Erst im Juli bei der EM 2014 gelangte sie wieder ins Viertelfinale. Einige Wochen später gewann sie durch einen 4:2-Finalsieg gegen Polina Jaroschewitsch die Minsk Open und wurde im Endspiel gegen Aljaksandra Hisels (4:1) belarussische Meisterin in der Freien Pyramide. Nachdem sie beim Kremlin Cup sieglos geblieben war, gelangte sie bei der Freie-Pyramide-WM 2014 ins Viertelfinale, in dem sie Diana Mironowa unterlag.
Im Juni 2015 wurde Perepetschajewa durch einen 5:1-Finalsieg gegen Tatjana Maximowa Europameisterin. Wenig später nahm sie erstmals an der WM in der Dynamischen Pyramide teil, bei der sie das Viertelfinale erreichte und dort gegen Diana Mironowa ausschied. Anfang Oktober zog sie als erste Belarussin ins Finale des Kremlin Cup ein, in dem sie sich Diana Mironowa jedoch klar mit 1:5 geschlagen geben musste. Die belarussische Meisterschaft in der Freien Pyramide wurde 2015 erneut in zwei Turnieren veranstaltet, bei denen Perepetschajewa jeweils ins Endspiel kam. Nachdem sie am Jahresanfang knapp gegen Aljaksandra Hisels (3:4) verloren hatte, gewann sie im November beim zweiten Turnier gegen Wolha Dabryjan (4:1). Ende November gewann sie im Weltcup die Bronzemedaille, als sie beim Finalturnier erst im Halbfinale ausschied, erneut gegen Diana Mironowa. Einige Tage danach gelangte sie auch bei der Freie-Pyramide-WM 2015 ins Semifinale, in dem sie der späteren Weltmeisterin Olga Milowanowa nur knapp mit 4:5 unterlag.
Anfang 2016 spielte Perepetschajewa erstmals beim Superfinale der Weltmeisterschaften mit, einem Einladungsturnier in Jugorsk mit den vier besten WM-Teilnehmerinnen des Vorjahres, belegte dort jedoch den vierten Rang. Wenig später wurde sie durch einen 4:2-Finalsieg gegen Anastassija Nowikawa belarussische Meisterin in der Kombinierten Pyramide. In den darauffolgenden Wochen erreichte sie dreimal das Halbfinale; bei der erstmals ausgetragenen Kombinierte-Pyramide-WM, beim Weltcupauftakt und beim Moskauer Bürgermeisterpokal. Im September 2016 wurde sie erneut im Finale gegen Anastassija Nowikawa (5:4) nationale Meisterin, diesmal in der Freien Pyramide. Nachdem sie beim Kremlin Cup im Achtelfinale ausgeschieden war, gewann sie bei der Freie-Pyramide-WM zum zweiten Mal die Bronzemedaille nach einer Halbfinalniederlage gegen Anastassija Kowaltschuk.
Im April 2017 gelangte Perepetschajewa bei der Kombinierte-Pyramide-WM erneut ins Halbfinale und verlor gegen Olga Milowanowa. Im selben Jahr erreichte sie beim Moskauer Bürgermeisterpokal das Viertelfinale und beim Kremlin Cup das Achtelfinale. Wie im Vorjahr gewann sie auch 2017 zwei nationale Meisterschaften. Im Finale traf sie jeweils auf Wolha Dabryjan, gegen die sie im März in der Kombinierten Pyramide mit 4:2 und am Jahresende in der Freien Pyramide mit 4:1 gewann.
Anfang 2018 wurde Perepetschajewa belarussische Meisterin in der Dynamischen Pyramide. Im April 2018 wurde sie im kasachischen Almaty durch einen 5:2-Finalsieg gegen Titelverteidigerin Diana Mironowa Weltmeisterin in der Dynamischen Pyramide. Sie war nach Alena Bunas die zweite Belarussin, die einen WM-Titel im Russischen Billard errang. Zugleich beendete Perepetschajewa mit ihrem Finalsieg eine 16-monatige Erfolgsserie Mironowas, in der diese jedes Turnier gewonnen hatte, an dem sie teilnahm. Für Perepetschajewa folgten einige frühe Niederlagen, so schied sie beim Moskauer Bürgermeisterpokal und bei der Freie-Pyramide-WM im Achtelfinale aus und beim Kremlin Cup 2018 bereits in der Runde der letzten 32. Auf nationaler Ebene gewann sie gegen Jahresende zum sechsten Mal in Folge die Freie-Pyramide-Meisterschaft und wurde bei der Kombinierte-Pyramide-Meisterschaft Zweite.
2019 schied Perepetschajewa bei der Kombinierte-Pyramide-WM im Achtelfinale aus und verpasste bei der Freie-Pyramide-WM mit einer 0:4-Niederlage gegen Anna Kotljar im entscheidenden Vorrundenspiel erneut das Viertelfinale. Im September hingegen gelang ihr beim Kremlin Cup zum zweiten Mal nach 2015 der Einzug ins Endspiel. Im Finale setzte sie sich gegen die amtierende Weltmeisterin Elina Nagula mit 4:1 durch und gewann somit als erste nicht aus Russland stammende Spielerin das Turnier in Moskau. Auf nationaler Ebene sicherte sich Perepetschajewa 2019 drei weitere Meistertitel. Sie gewann in der Disziplin Kombinierte Pyramide und zweimal in der Freien Pyramide.
Bei der belarussischen Meisterschaft 2020 in der Freien Pyramide gewann Perepetschajewa im Finale gegen Wolha Dabryjan. Ein Jahr später wurde die Meisterschaft in dieser Disziplin dreimal ausgetragen und Perepetschajewa setzte sich dreimal im Endspiel durch, jeweils einmal gegen Wolha Dabryjan, Anastassija Baurowa und Darja Tscharnjak, womit sie die nationale Freie-Pyramide-Meisterschaft zum zehnten Mal in Folge gewann. Beim Moskauer Bürgermeisterpokal 2021 scheiterte sie in der Runde der letzten 32. Im August 2021 zog sie bei der Freie-Pyramide-WM zum vierten Mal ins Halbfinale ein, in dem sie der späteren Weltmeisterin Diana Mironowa unterlag.

### Poolbillard
Perepetschajewa spielt gelegentlich auch Poolbillard. 2012 nahm sie am 8-Ball-Wettbewerb der belarussischen Meisterschaft teil und verpasste als Fünftplatzierte nur knapp eine Medaille.

## Erfolge
| Ergebnis   | Jahr   | Turnier                                  | Finalgegner           | Endstand |
| ---------- | ------ | ---------------------------------------- | --------------------- | -------- |
| Siegerin   | 2010/3 | Freie-Pyramide-Europacup                 | Diana Mironowa        | 2:5      |
| Finalistin | 2012   | Belarussische Meisterschaft (Fr. Pyr.)   | Wolha Dabryjan        | 3:4      |
| Siegerin   | 2014   | Minsk Open                               | Polina Jaroschewitsch | 4:2      |
| Siegerin   | 2014   | Belarussische Meisterschaft (Fr. Pyr.)   | Aljaksandra Hisels    | 4:1      |
| Finalistin | 2015/1 | Belarussische Meisterschaft (Fr. Pyr.)   | Aljaksandra Hisels    | 3:4      |
| Siegerin   | 2015   | Europameisterschaft (Freie Pyramide)     | Tatjana Maximowa      | 5:1      |
| Finalistin | 2015   | Kremlin Cup                              | Diana Mironowa        | 1:5      |
| Siegerin   | 2015/2 | Belarussische Meisterschaft (Fr. Pyr.)   | Wolha Dabryjan        | 4:1      |
| Siegerin   | 2016   | Belarussische Meisterschaft (Komb. Pyr.) | Anastassija Nowikawa  | 4:2      |
| Siegerin   | 2016   | Belarussische Meisterschaft (Fr. Pyr.)   | Anastassija Nowikawa  | 5:4      |
| Siegerin   | 2017   | Belarussische Meisterschaft (Komb. Pyr.) | Wolha Dabryjan        | 4:2      |
| Siegerin   | 2017   | Belarussische Meisterschaft (Fr. Pyr.)   | Wolha Dabryjan        | 4:1      |
| Siegerin   | 2018   | Belarussische Meisterschaft (Dyn. Pyr.)  | Dyjana Chaladowitsch  | (4:0) 1  |
| Siegerin   | 2018   | Weltmeisterschaft (Dyn. Pyramide)        | Diana Mironowa        | 5:2      |
| Siegerin   | 2018   | Belarussische Meisterschaft (Fr. Pyr.)   | Wolha Iwanowa         | 4:3      |
| Finalistin | 2018   | Belarussische Meisterschaft (Komb. Pyr.) | Wolha Dabryjan        | (3:4) 1  |
| Siegerin   | 2019   | Belarussische Meisterschaft (Komb. Pyr.) | Anastassija Filipawa  | 3:0      |
| Siegerin   | 2019/1 | Belarussische Meisterschaft (Fr. Pyr.)   | Kazjaryna Wjarbizkaja | 4:1      |
| Siegerin   | 2019   | Kremlin Cup                              | Elina Nagula          | 4:1      |
| Siegerin   | 2019/2 | Belarussische Meisterschaft (Fr. Pyr.)   | Wolha Dabryjan        | 4:3      |
| Siegerin   | 2020   | Belarussische Meisterschaft (Fr. Pyr.)   | Wolha Dabryjan        | 4:2      |
| Siegerin   | 2021/1 | Belarussische Meisterschaft (Fr. Pyr.)   | Wolha Dabryjan        | 4:3      |
| Siegerin   | 2021/2 | Belarussische Meisterschaft (Fr. Pyr.)   | Anastassija Baurowa   | 4:0      |
| Siegerin   | 2021/3 | Belarussische Meisterschaft (Fr. Pyr.)   | Darja Tscharnjak      | 4:2      |

## Teilnahmen an Weltmeisterschaften
| Disziplin            | 2009              | 2010              | 2011              | 2012              | 2013              | 2014              | 2015              | 2016  | 2017  | 2018  | 2019  | 2020  | 2021  |
| -------------------- | ----------------- | ----------------- | ----------------- | ----------------- | ----------------- | ----------------- | ----------------- | ----- | ----- | ----- | ----- | ----- | ----- |
| Freie Pyramide       | R                 | AF                | R                 | R                 | F                 | VF                | HF                | HF    | n. a. | AF    | R     | n. a. | HF    |
| Dynamische Pyramide  | n. a.             | n. a.             | n. a.             | –                 | n. a.             | n. a.             | VF                | n. a. | n. a. | S     | n. a. | n. a. | n. a. |
| Kombinierte Pyramide | nicht ausgetragen | nicht ausgetragen | nicht ausgetragen | nicht ausgetragen | nicht ausgetragen | nicht ausgetragen | nicht ausgetragen | HF    | HF    | n. a. | AF    | n. a. | n. a. |

| Legende | Legende                               |
| ------- | ------------------------------------- |
| S       | Siegerin                              |
| F       | Finalistin                            |
| HF      | Halbfinalistin                        |
| VF      | Viertelfinalistin                     |
| AF      | Achtelfinalistin                      |
| LX      | Niederlage in der Runde der letzten X |
| R2      | Niederlage in Runde 2                 |
| R       | Vorrundenaus/Niederlage in Runde 1    |
| –       | nicht teilgenommen                    |
| n. a.   | nicht ausgetragen                     |